# Wilschanka
Wilschanka (ukrainisch Вільшанка; russisch Ольшанка Olschanka) ist eine Siedlung städtischen Typs in der Ukraine mit 4841 Einwohnern (2012).
Wilschanka liegt am linken Ufer der Synjucha, einem Nebenfluss des Südlichen Bugs und war bis Juli 2020 das Verwaltungszentrum des gleichnamigen Rajons Wilschanka im Südwesten der zentralukrainischen Oblast Kirowohrad.
Die 1860 gegründete Siedlung ist seit 1967 eine Siedlung städtischen Typs. Durch die Ortschaft verläuft die Territorialstraße T–12–08.

## Verwaltungsgliederung
Am 12. Juni 2020 wurde die Siedlung zum Zentrum der neugegründeten Siedlungsgemeinde Wilschanka (Вільшанська селищна громада/Wilschanska selyschtschna hromada). Zu dieser zählen die 22 in der untenstehenden Tabelle aufgelisteten Dörfer, bis dahin bildete sie zusammen mit den Dörfern Kalmasowe und Ossytschky die gleichnamige Siedlungsratsgemeinde Wilschanka (Вільшанська селищна рада/Wilschanska selyschtschna rada) im Süden des Rajons Wilschanka.
Am 17. Juli 2020 kam es im Zuge einer großen Rajonsreform zum Anschluss des Rajonsgebietes an den Rajon Holowaniwsk.
Folgende Orte sind neben dem Hauptort Wilschanka Teil der Gemeinde:
| Name                     | Name             | Name                                   |
| ukrainisch transkribiert | ukrainisch       | russisch                               |
| ------------------------ | ---------------- | -------------------------------------- |
| Beresowa Balka           | Березова Балка   | Берёзовая Балка (Berjosowaja Balka)    |
| Busnykuwate              | Бузникувате      | Бузниковатое (Busnikowatoje)           |
| Dobre                    | Добре            | Доброе (Dobroje)                       |
| Dobrjanka                | Добрянка         | Добрянка                               |
| Doroschynka              | Дорожинка        | Дорожинка (Doroschinka)                |
| Jossypiwka               | Йосипівка        | Йосиповка (Jossipowka)                 |
| Kalmasowe                | Калмазове        | Калмазово (Kalmasowo)                  |
| Korytno-Sabuske          | Коритно-Забузьке | Корытно-Забугское (Korytno-Sabugskoje) |
| Kuza Balka               | Куца Балка       | Куцая Балка (Kuzaja Balka)             |
| Mala Masnyzja            | Мала Мазниця     | Малая Мазница (Malaja Masniza)         |
| Mala Wilschanka          | Мала Вільшанка   | Малая Ольшанка (Malaja Olschanka)      |
| Ossytschky               | Осички           | Осычки (Ossytschki)                    |
| Plosko-Sabuske           | Плоско-Забузьке  | Плоско-Забугское (Plosko-Sabugskoje)   |
| Salisnytschne            | Залізничне       | Зализничное (Salisnitschnoje)          |
| Sawitne                  | Завітне          | Заветное (Sawetnoje)                   |
| Stankuwate               | Станкувате       | Станковатое (Stankowatoje)             |
| Stepaniwka               | Степанівка       | Степановка (Stepanowka)                |
| Synjucha                 | Синюха           | Синюха (Sinjucha)                      |
| Tschystopillja           | Чистопілля       | Чистополье (Tschistopolje)             |
| Wiwsjanyky               | Вівсяники        | Овсяники (Owsjaniki)                   |
| Wladyslawka              | Владиславка      | Владиславка (Wladislawka)              |
| Wowtscha Balka           | Вовча Балка      | Волчья Балка (Woltschja Balka)         |